# 岩柳地区
岩柳地区（がんりゅうちく）とは、山口県東部の岩国市と柳井市を中心とする地域のこと。広島広域都市圏にも含まれる。

## 定義

### 岩柳地区
岩柳地区の人口は約22万人で、山口県が指定する岩国広域都市圏および柳井広域都市圏の2つの都市計画区域を含む地域である。

#### 岩国広域都市圏
人口：約14万人（2015年10月1日）

山口県 地域区分図
が岩国広域都市圏
が柳井広域都市圏

岩国市を中心とした「岩国広域都市圏」は、市町村合併によって以下の1市1町となった。山口県発表の2025年2月1日の推計人口は126,620人。
- 岩国市
- 玖珂郡（和木町）

#### 柳井広域都市圏
人口：約8万人（2015年10月1日）
柳井市を中心とした「柳井広域都市圏」は、市町村合併によって以下の1市4町となった。山口県発表の2025年2月1日の推計人口は68,085人。
- 柳井市
- 熊毛郡（上関町・田布施町・平生町）
- 大島郡（周防大島町）

### 都市圏
一般的な都市圏の定義については都市圏を参照

#### 都市圏の変遷
都市雇用圏（10%通勤圏）の変遷
| 府県   | 自治体 ('80) | 1980年                 | 1990年                 | 1995年                 | 2000年                 | 2005年                 | 2010年                 | 自治体 （現在） |
| ------ | ------------ | ---------------------- | ---------------------- | ---------------------- | ---------------------- | ---------------------- | ---------------------- | --------------- |
| 広島県 | 大竹市       | 大竹 都市圏            | 広島 都市圏            | 広島 都市圏            | 広島 都市圏            | 広島 都市圏            | 岩国 都市圏 17万9071人 | 大竹市          |
| 山口県 | 和木町       | 大竹 都市圏            | 広島 都市圏            | 広島 都市圏            | 広島 都市圏            | 岩国 都市圏 14万8354人 | 岩国 都市圏 17万9071人 | 和木町          |
| 山口県 | 岩国市       | 岩国 都市圏 15万5601人 | 岩国 都市圏 14万6186人 | 岩国 都市圏 15万0250人 | 岩国 都市圏 14万8354人 | 岩国 都市圏 14万8354人 | 岩国 都市圏 17万9071人 | 岩国市          |
| 山口県 | 由宇町       | 岩国 都市圏 15万5601人 | 岩国 都市圏 14万6186人 | 岩国 都市圏 15万0250人 | 岩国 都市圏 14万8354人 | 岩国 都市圏 14万8354人 | 岩国 都市圏 17万9071人 | 岩国市          |
| 山口県 | 玖珂町       | 岩国 都市圏 15万5601人 | 岩国 都市圏 14万6186人 | 岩国 都市圏 15万0250人 | 岩国 都市圏 14万8354人 | 岩国 都市圏 14万8354人 | 岩国 都市圏 17万9071人 | 岩国市          |
| 山口県 | 周東町       | 岩国 都市圏 15万5601人 | 岩国 都市圏 14万6186人 | 岩国 都市圏 15万0250人 | 岩国 都市圏 14万8354人 | 岩国 都市圏 14万8354人 | 岩国 都市圏 17万9071人 | 岩国市          |
| 山口県 | 美川町       | 岩国 都市圏 15万5601人 | 岩国 都市圏 14万6186人 | 岩国 都市圏 15万0250人 | 岩国 都市圏 14万8354人 | 岩国 都市圏 14万8354人 | 岩国 都市圏 17万9071人 | 岩国市          |
| 山口県 | 美和町       | 岩国 都市圏 15万5601人 | -                      | 岩国 都市圏 15万0250人 | 岩国 都市圏 14万8354人 | 岩国 都市圏 14万8354人 | 岩国 都市圏 17万9071人 | 岩国市          |
| 山口県 | 錦町         | -                      | -                      | -                      | -                      | -                      | 岩国 都市圏 17万9071人 | 岩国市          |
| 山口県 | 本郷村       | -                      | -                      | -                      | -                      | -                      | 岩国 都市圏 17万9071人 | 岩国市          |
| 山口県 | 柳井市       | 柳井 都市圏 5万7023人  | 柳井 都市圏 7万1811人  | 柳井 都市圏 6万9784人  | -                      | -                      | -                      | 柳井市          |
| 山口県 | 大畠町       | 柳井 都市圏 5万7023人  | 柳井 都市圏 7万1811人  | 柳井 都市圏 6万9784人  | -                      | -                      | -                      | 柳井市          |
| 山口県 | 平生町       | 柳井 都市圏 5万7023人  | 柳井 都市圏 7万1811人  | 柳井 都市圏 6万9784人  | -                      | -                      | -                      | 平生町          |
| 山口県 | 田布施町     | 徳山 都市圏            | 柳井 都市圏 7万1811人  | 柳井 都市圏 6万9784人  | 徳山 都市圏            | 周南 都市圏            | 周南 都市圏            | 田布施町        |
| 山口県 | 上関町       | -                      | -                      | -                      | -                      | -                      | -                      | 上関町          |
| 山口県 | 大島町       | -                      | -                      | -                      | -                      | -                      | -                      | 周防大島町      |
| 山口県 | 久賀町       | -                      | -                      | -                      | -                      | -                      | -                      | 周防大島町      |
| 山口県 | 橘町         | -                      | -                      | -                      | -                      | -                      | -                      | 周防大島町      |
| 山口県 | 東和町       | -                      | -                      | -                      | -                      | -                      | -                      | 周防大島町      |

※10%通勤圏に入っていない自治体は、各統計年の欄で灰色かつ「-」で示す。
- 2004年10月1日、大島郡大島町・久賀町・橘町・東和町の4町が新設合併して周防大島町となった。
- 2005年2月21日、（旧）柳井市と玖珂郡大畠町で新設合併して（新）柳井市となった。
- 2006年3月20日、（旧）岩国市、玖珂町、周東町、由宇町、美和町、美川町、錦町、本郷村の1市6町1村が新設合併して（新）岩国市となった。
- 注：1995年度には田布施町は徳山都市圏にも属している。